# Werner-von-Siemens-Ring
Il Werner-von-Siemens-Ring (Anello Werner von Siemens) è una delle più alte onorificenze tedesche in ambito scientifico-tecnico. Fu conferita la prima volta dal 1916 al 1941, successivamente dal 1952 ogni tre anni dallo Stiftung Werner-von-Siemens-Ring. Lo Stiftung ha sede a Berlino presso l'azienda Siemens. Fu fondato il 13 dicembre 1916 per il centenario della nascita di Werner von Siemens sotto la denominazione di Siemens-Ring-Stiftung. Nel 1964 divenne Stiftung Werner-von-Siemens-Ring conosciuto come Siemens-Ring o Werner-von-Siemens-Ring. La direzione dell'azienda e i componenti dello Stiftung provengono tradizionalmente dal Deutscher Verband Technisch-Wissenschaftlicher Vereine (DVT).
I Presidenti federali della Germania sono i presidenti onorari, mentre il presidente esecutivo è il presidente dello Physikalisch-Technische Bundesanstalt. Nel consiglio siedono anche tutti i vincitori dell'anello.
L'anello d'oro viene consegnato in dicembre. Presenta smeraldi e rubini, foglie di alloro e viene consegnato in una cassetta personalizzata con il ritratto di Werner von Siemens e dedica al vincitore.

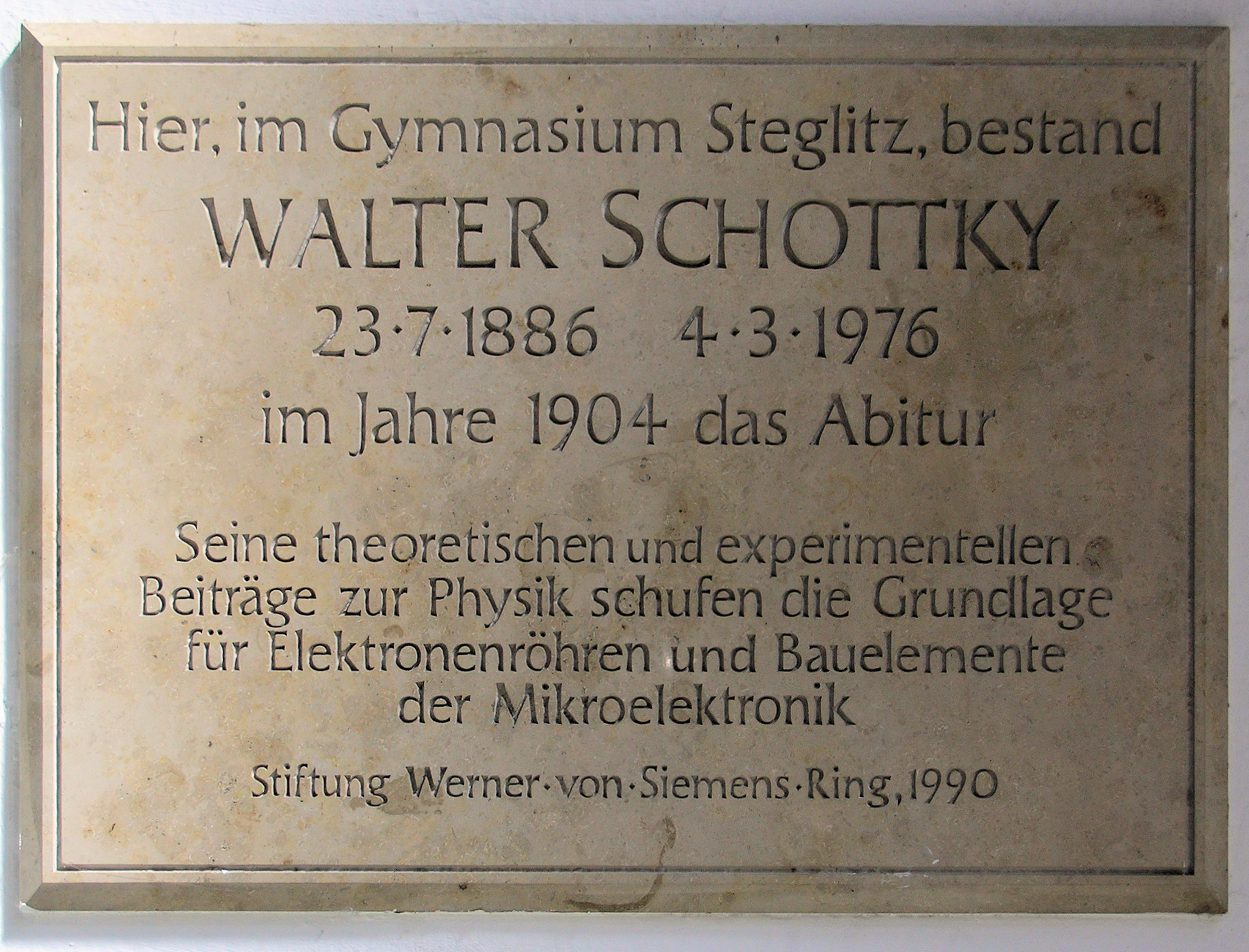
Targa in memoria della maturità di Walter Schottky al Ginnasio presso la Heesestraße 15 a Berlino-Steglitz, Fondazione Werner-von-Siemens-Ring, 1990

## Detentori dell'anello
- 1916 Carl von Linde
- 1920 Carl Auer von Welsbach
- 1924 Carl Bosch
- 1927 Oskar von Miller
- 1930 Hugo Junkers
- 1933 Wolfgang Gaede
- 1937 Fritz Todt
- 1941 Walther Bauersfeld
- 1952 Hermann Röchling
- 1956 Jonathan Zenneck
- 1960 Otto Bayer, Walter Reppe, Karl Ziegler
- 1964 Fritz Leonhardt, Walter Schottky, Konrad Zuse
- 1968 Karl Küpfmüller, Joachim Siegfried Meurer
- 1972 Ludwig Bölkow, Karl Winnacker
- 1975 Wernher von Braun, Walter Bruch
- 1978 Rudolf Hell
- 1981 Hans Scherenberg
- 1984 Fritz Peter Schäfer
- 1987 Rudolf Schulten
- 1990 Artur Fischer
- 1993 Eveline Gottzein
- 1996 Carl Adam Petri
- 1999 Dieter Oesterhelt
- 2002 Jörg Schlaich
- 2005 Berthold Leibinger
- 2008 Bernard Meyer
- 2011 Hermann Scholl, Manfred Fuchs